# Rona Nishliu
Rona Nishliu (ur. 25 sierpnia 1986 w Kosowskiej Mitrowicy) – kosowska piosenkarka, prezenterka radiowa rozgłośni albańskiej, reprezentantka Albanii w 57. Konkursie Piosenki Eurowizji w 2012 roku.

## Życiorys
Rona Nishliu zaczęła swoją karierę muzyczną w 2004 roku, kiedy to wzięła udział w talent show Ethet & Krasta oraz na ogólnokrajowym festiwalu muzycznym Festivali i Këngës, do którego zgłosiła się z piosenką „Flakareshë” nagraną we współpracy z Vesą Lumą i Teutą Kurti. Trio nie zakwalifikowało się do finału imprezy.
W 2011 roku Nishliu wygrała jubileuszowy, 50. Festivali i Këngës z utworem „Suus” po zdobyciu największej liczby 77 punktów od komisji jurorskiej, dzięki czemu została reprezentantką Albanii podczas 57. Konkursu Piosenki Eurowizji organizowanego w Baku. 22 maja wystąpiła jako piąta w kolejności podczas pierwszego półfinału imprezy i z drugiego miejsca zakwalifikowała się do finału, w którym zaśpiewała z trzecim numerem startowym i zdobyła ostatecznie 146 punktów, dzięki czemu zajęła 5. miejsce, najwyższe w historii udziałów Albanii w konkursie. Po finale imprezy jej kreacja zdobyła nagrodę im. Barbary Dex za najgorszy strój podczas występu.
We wrześniu 2014 roku Nishliu poprowadziła koncert promujący kosowską kulturę, który został zorganizowany w Belgradzie jako część festiwalu Mirëdita, dobar dan.

## Działalność humanitarna
Ważnym polem działania dla Nishliu jest praca humanitarna. Jako studentka organizowała koncerty humanitarnych w Kosowie. Oprócz tego wspiera osoby z autyzmem oraz jest przewodniczącą Institute for Sustainability and Development of Youth w Kosowie.

## Single
- „Flakaresha” (z Vesą Lumą i Teutą Kurti)
- „Të lashë”
- „Shenja”
- „Eja”
- „Veriu”
- „A ka arsy” (z BimBimmem)
- „Shko pastro pas saj”
- „Zonja vdekje”
- „Suus”
- „Se vetem zemra flet sakte”